# Omar-Moschee (Bethlehem)

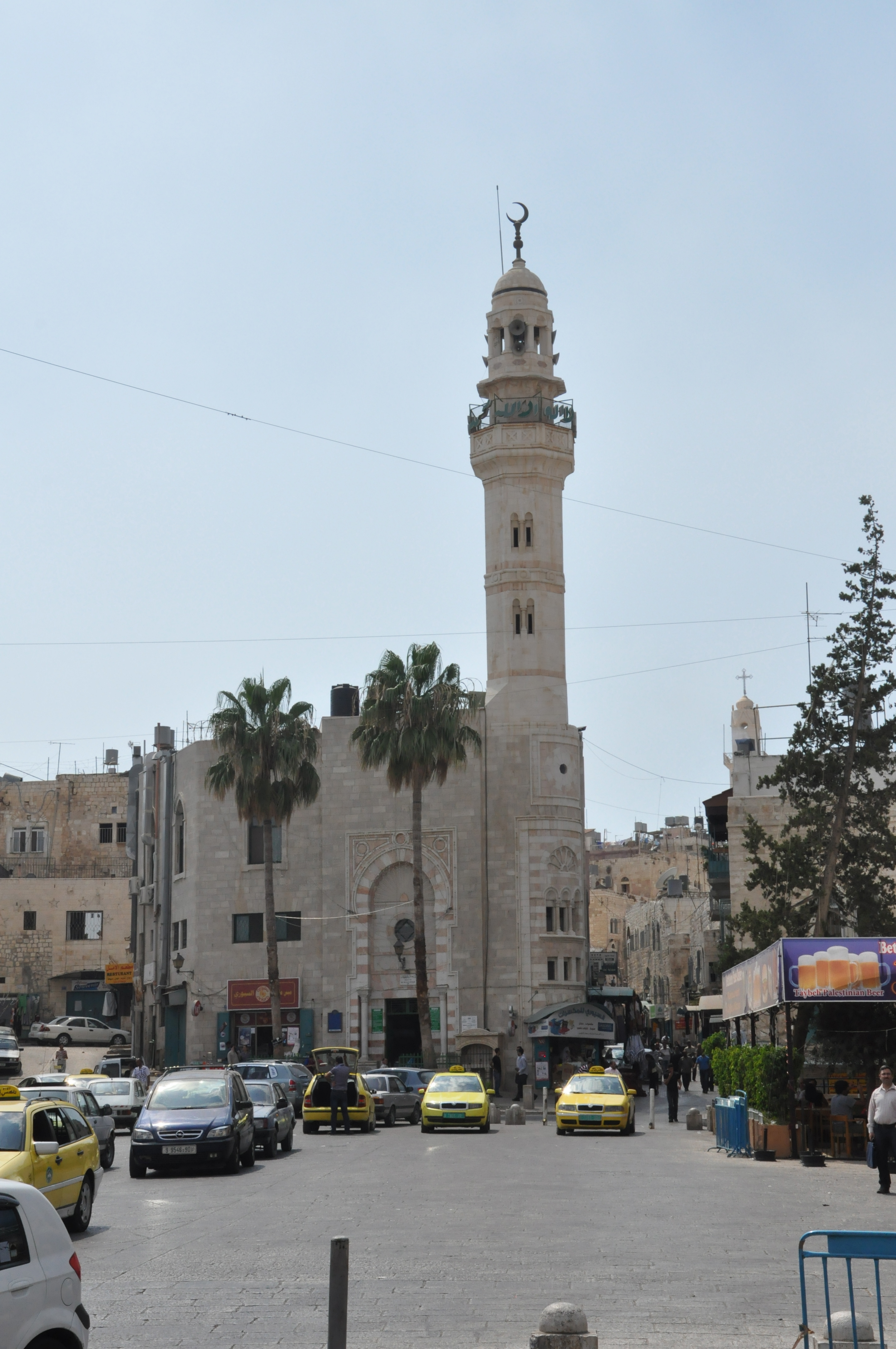
Omar-Moschee an der Westseite des Krippenplatzes

Die Omar-Moschee (arabisch مسجد عمر, DMG Masǧid ʿUmar) ist eine Moschee in der Stadt Bethlehem im Westjordanland.

## Lage
Die Omar-Moschee ist die einzige Moschee in der Altstadt von Bethlehem. Sie liegt an der Westseite des Krippenplatzes gegenüber der Geburtskirche. Nördlich der Moschee verläuft ein Teilstück der Paul-VI.-Straße, das als Fortsetzung der Sternstraße ein Teil des historischen Pilgerwegs zu der Geburtskirche ist. Südlich der Moschee liegt das Rathaus von Bethlehem.

## Geschichte
Die Omar-Moschee wurde 1860 errichtet. Den Grund, auf dem sie erbaut ist, hatte die Griechisch-orthodoxe Kirche den Muslimen zur Verfügung gestellt.
Gewidmet ist die Moschee dem oft kurz Omar genannten Kalifen ʿUmar ibn al-Chattāb (592–644), dem zweiten Nachfolger des Propheten Mohammed. Er war nach seiner Eroberung Jerusalems 638 nach Bethlehem gekommen und hatte dort bestimmt, dass die Geburtskirche weiter ein Ort christlichen Kultes bleiben solle.
1953 wurde die Moschee mit Hilfe der Regierung Jordaniens renoviert. Während der im Jahr 2000 begonnenen Zweiten Intifada wurde die Moschee beschädigt und ab 2004 mit Hilfe der Vereinigten Arabischen Emirate wiederaufgebaut.

## Beschreibung
Die Moschee hat einen leicht trapezförmigen Grundriss mit einer etwa 20 Meter breiten Fassade am Krippenplatz und einer Länge von etwa 30 Metern. An der Nordostecke der Moschee erhebt sich ein achteckiges, von einer Mondsichel gekröntes Minarett.